# 15. domobranska pukovnija HV
15. domobranska pukovnija "Petar Krešimir IV." Šibenik ustrojena je temeljem odluke dr. Franje Tuđmana, vrhovnog zapovjednika OSRH i po zapovjedi Gojka Šuška, ministra obrane, 1. i 2. Samostalna domobranska bojna Šibenik ustrojene su 14. svibnja 1992. godine sa zadaćom aktivne obrane prve crte bojišnice u vodičkom i skradinskom zaleđu. Njezinu jezgru činili su hrvatski branitelji proslavljene 113. brigade HV koji su u Pukovniju došli po povratku s južnog bojišta.

## Ratni put
Upravo te bojne bile su zametak 15. Domobranske pukovnije "Petar Krešimir IV" koja je osnovana 15. prosinca 1992. godine. Tijekom 1993. godine, 15. Domobranska pukovnija Petar Krešimir IV držala je prvu crtu obrane vodičkog i skradinskog zaleđa te miljevačkog platoa.
Sudjelovala je u vojno redarstvenim akcijama "Zima 94.", "Ljeto 95", "Oluja", "Maestral" i "Južni potez". Zapovjednici su joj bili Duško Krnić, Krunoslav Mazalin, Tihomir Budanko i Selimir Vukšić. Na ratnom putu 15. Domobranske pukovnije poginulo je, nestalo i umrlo 29 pripadnika, a teže i lakše ranjenih bilo je 86.